# Kharagpur Rly. Settlement
Kharagpur Rly. Settlement là một thị trấn thống kê (census town) của quận Medinipur thuộc bang Tây Bengal, Ấn Độ.

## Nhân khẩu
Theo điều tra dân số năm 2001 của Ấn Độ, Kharagpur Rly. Settlement có dân số 88.339 người. Phái nam chiếm 51% tổng số dân và phái nữ chiếm 49%. Kharagpur Rly. Settlement có tỷ lệ 78% biết đọc biết viết, cao hơn tỷ lệ trung bình toàn quốc là 59,5%: tỷ lệ cho phái nam là 85%, và tỷ lệ cho phái nữ là 71%. Tại Kharagpur Rly. Settlement, 9% dân số nhỏ hơn 6 tuổi.